# Neottieae
Neottieae je tribus orhideja iz potporodice Epidendroideae. Postoji nekoliko rodova, od čega dva hibridna, a ime je došlo po rodu čopotac (Neottia).

## Rodovi
Tribus Neottieae Lindl.
1. Neottia Guett. (85 spp.)
2. Aphyllorchis Blume (20 spp.)
3. Epipactis Zinn (34 spp.)
4. Cephalanthera Rich. (21 spp.)
5. xCephalopactis Asch. & Graebn. (0 sp.)
6. Limodorum Boehm. (2 spp.)
7. Palmorchis Barb. Rodr. (39 spp.)